# Nazionale maschile di calcio a 5 della Nuova Zelanda
La nazionale di calcio a 5 della Nuova Zelanda è, in senso generale, una qualsiasi delle selezioni nazionali di Calcio a 5 della New Zealand Football che rappresentano la Nuova Zelanda nelle varie competizioni ufficiali o amichevoli riservate a squadre nazionali.
Questa squadra nazionale ha avuto discreti risultati a livello d'Oceania ma non ha una grande tradizione nel calcio a 5, tanto che attualmente in Nuova Zelanda non esiste un vero e proprio campionato nazionale di club, ma sono tornei più o meno accentrati a decidere i giocatori che rappresentano la squadra neozelandese all'unico evento in programma nel panorama oceanico ovvero le qualificazioni ai mondiali, valide anche come campionato continentale d'Oceania.
Tuttavia la nuova Zelanda, prima dell'avvento della FIFA ha disputato anche un campionato del mondo, quello del 1988 in Australia, dove i neozelandesi giunsero ultimi nel girone C. Dopo questo exploit, la nazionale neozelandese ha avuto risultati molto altalenanti: nel 1992 è giunta seconda nel girone di qualificazione per i mondiali valido come primo Campionato d'Oceania, quattro anni più tardi non si iscrisse al torneo svoltosi a Port Vila nelle isole Vanuatu, nel 1999 per la terza edizione non andò oltre il quinto posto sempre a Port Vila, mentre nel 2004 a Canberra ha raggiunto la seconda piazza alle spalle dell'Australia.

## Risultati nelle competizioni internazionali

### Mondiali FIFUSA
- 1982 - Non presente
- 1985 - Non presente
- 1988 - Primo turno

### FIFA Futsal World Championship
- 1989 - Non presente
- 1992 - Non qualificata
- 1996 - Non presente
- 2000 - Non qualificata
- 2004 - Non qualificata
- 2008 - Non qualificata
- 2012 - Non qualificata
- 2016 - Non qualificata
- 2021 - Non qualificata

### OFC Oceanian Futsal Championship
- 1992 -  Secondo posto
- 1996 - Non presente
- 1999 - Quinto posto
- 2004 -  Secondo posto
- 2008 - Quarto posto
- 2009 - Non presente
- 2010 -  Terzo posto
- 2011 -  Terzo posto
- 2013 -  Terzo posto
- 2014 -  Terzo posto
- 2016 -  Secondo posto
- 2019 -  Secondo posto
- 2022 -  Campione
- 2023 -  Campione